# Sint-Petruskerk (Tjerkwerd)
De Sint-Petruskerk is een kerkgebouw in Tjerkwerd, gemeente Súdwest-Fryslân, in de Nederlandse provincie Friesland.

## Beschrijving
De zaalkerk (mogelijk 14e eeuw) is een rijksmonument. In 1641 werd de kerk drie traveeën ingekort. Een klokkenstoel met schilddak uit 1632 werd in 1723 vernieuwd. In 1830 werd de klokkenstoel vervangen door een koepeltorentje. In 1888 werd de westgevel en het torentje vervangen door een half ingebouwde toren van drie geledingen met ingesnoerde spits naar ontwerp van J. van Reenen. Het schip werd beklampt en het vijfzijdig gesloten koor gepleisterd. In de torenhangt een klok (1604) van klokkengieter Gregorius van Hall.
Het interieur wordt gedekt door een houten tongewelf (16e eeuw). De betimmering in Lodewijk XIV-stijl en de preekstoel met klankbord dateren uit 1725. De overhuifde herenbank (17e eeuw) behoorde toe aan de familie Van Cammingha. In het koor onder de orgelgalerij bevindt zich het marmeren grafmonument voor Cammingha. Het orgel uit 1851 is gemaakt door L. van Dam en Zn.

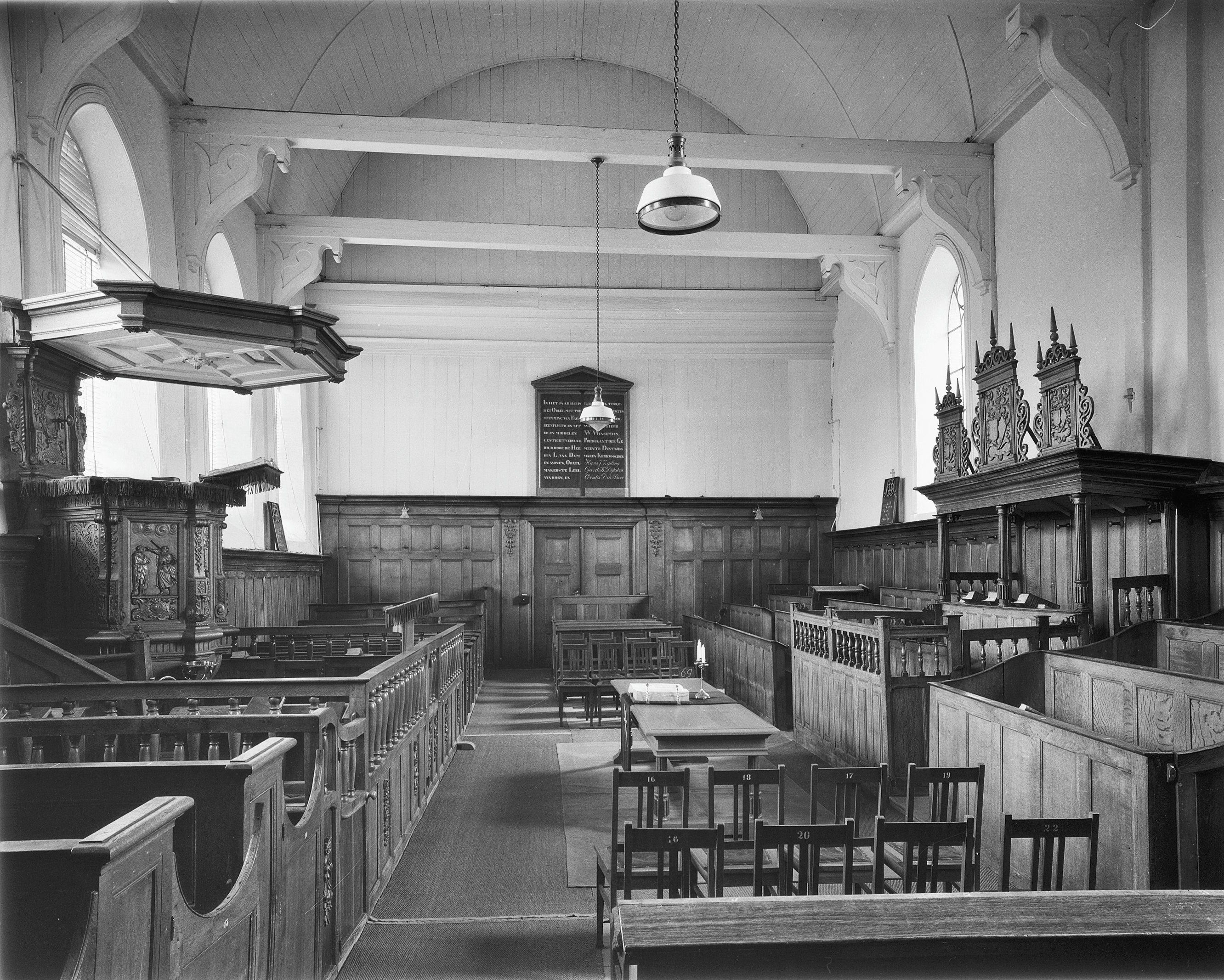
Interieur met preekstoel
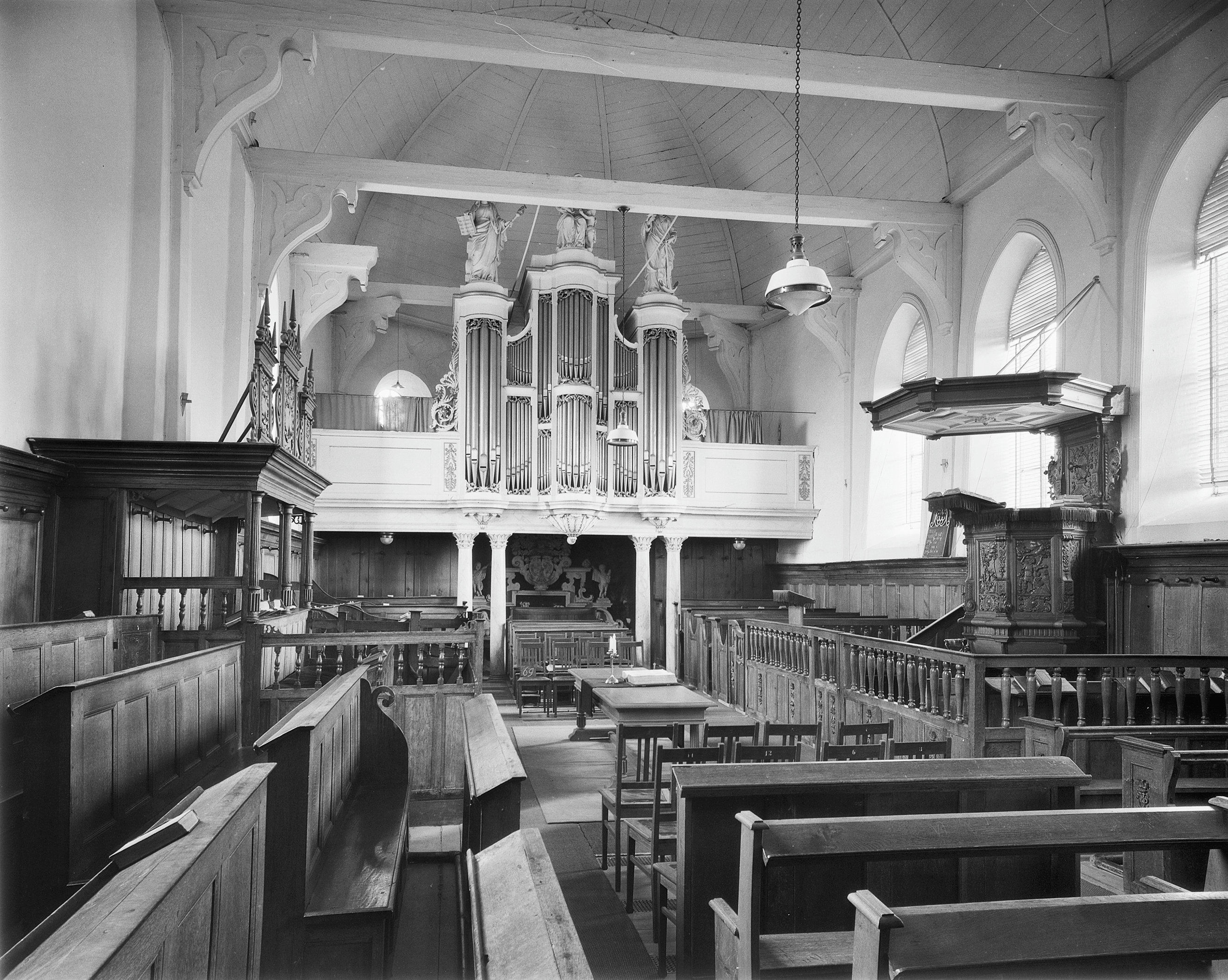
Interieur met orgel (1959)
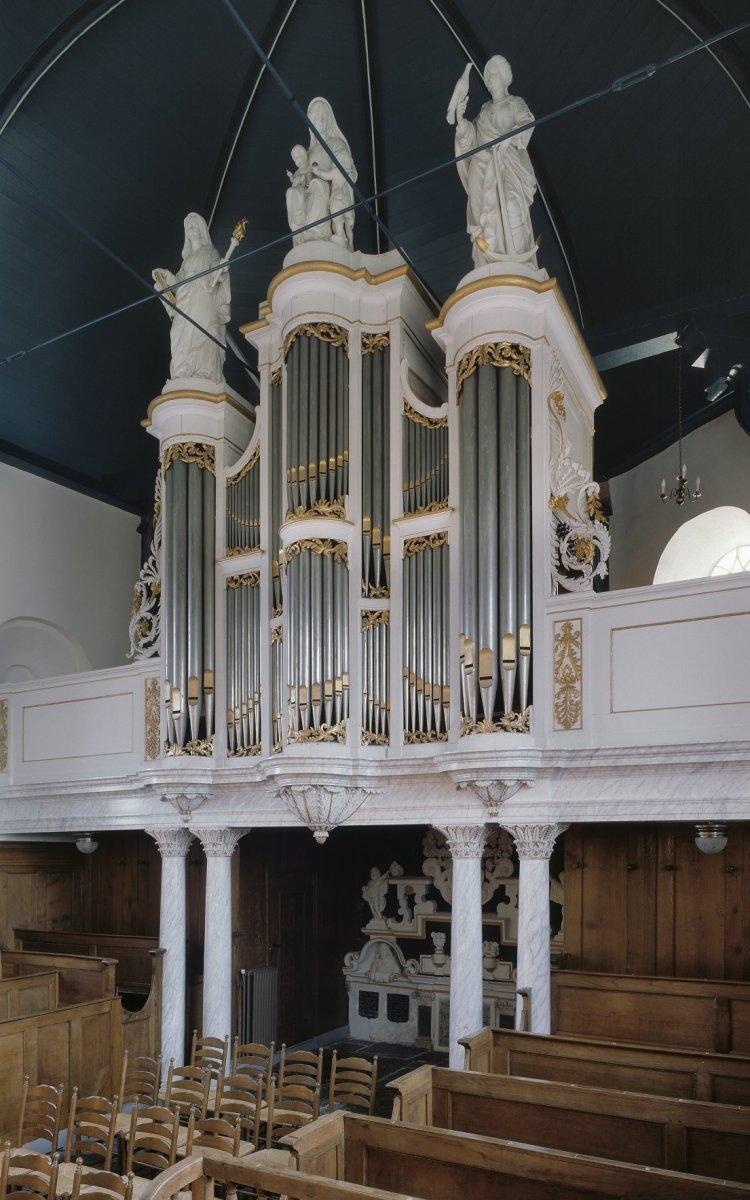
orgel (2000)
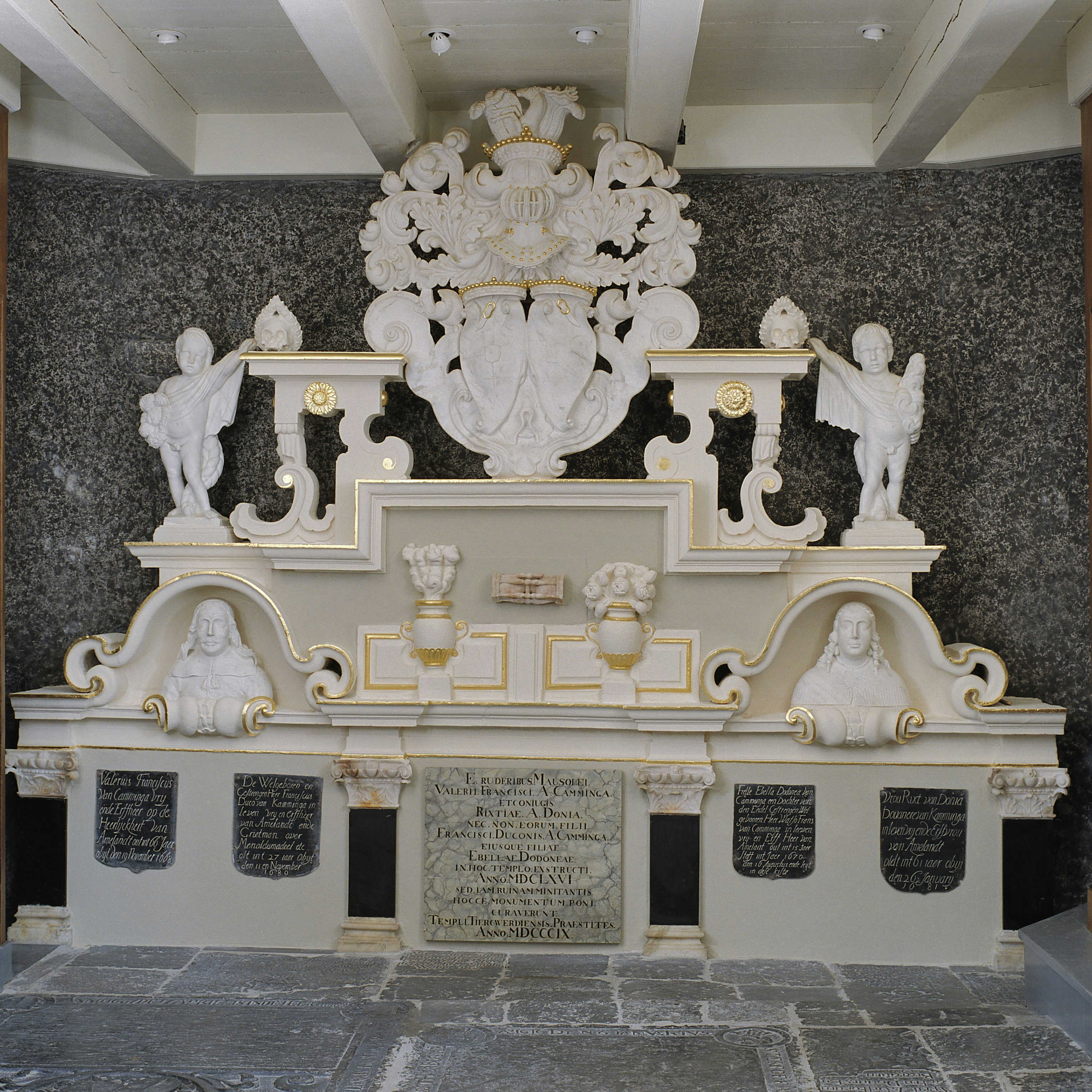
grafmonument (2004)